# Seidenwürger
Der Seidenwürger (Hypocolius ampelinus), auch Nachtschattenfresser genannt, kommt in Saudi-Arabien, im nördlichen Jemen, an der Küste des Persischen Golfs, im östlichen Irak, im südlichen Iran, südlichen Afghanistan und südlichen Pakistan östlich bis zum Rann of Kutch vor. An der östlichen Mittelmeerküste ist er ein seltener Wintergast. Er wurde oft den Seidenschwänzen (Bombycillidae) zugeordnet, aber eine phylogenetische Studie platzierte die Vogelart außerhalb einer von den Seidenschwänzen und den mittelamerikanischen Seidenschnäppern (Ptiliogonatidae) gebildeten Klade, so dass sie heute in eine eigenständige Familie, die Hypocoliidae, gestellt wird.

## Merkmale
Seidenwürger sind mittelgroße Vögel mit zylindrisch-ovalen Rümpfen. Die Körpergröße liegt zwischen 19 und 21 Zentimeter. Sie sind überwiegend grau-braun gefärbt, mit schwarzen und weißen Bereichen auf den Flügeln. Den Weibchen fehlt die schwarze Gesichtsmaske der Männchen. Die Schwanzfedern sind am Ende schwarz. Der Kopf ist mittelgroß, der Hals mittellang und dick. Der Schnabel ist mittellang, gerade und abgeflacht. Die Flügel sind relativ kurz und an den Spitzen abgerundet, der Schwanz ist lang und am Ende abgerundet. Beine und Füße sind kurz bzw. klein. Jungvögel haben ein gelblichbraunes Gefieder. An den Schwanzfedern fehlt die schwarze Färbung.

## Lebensraum und Lebensweise

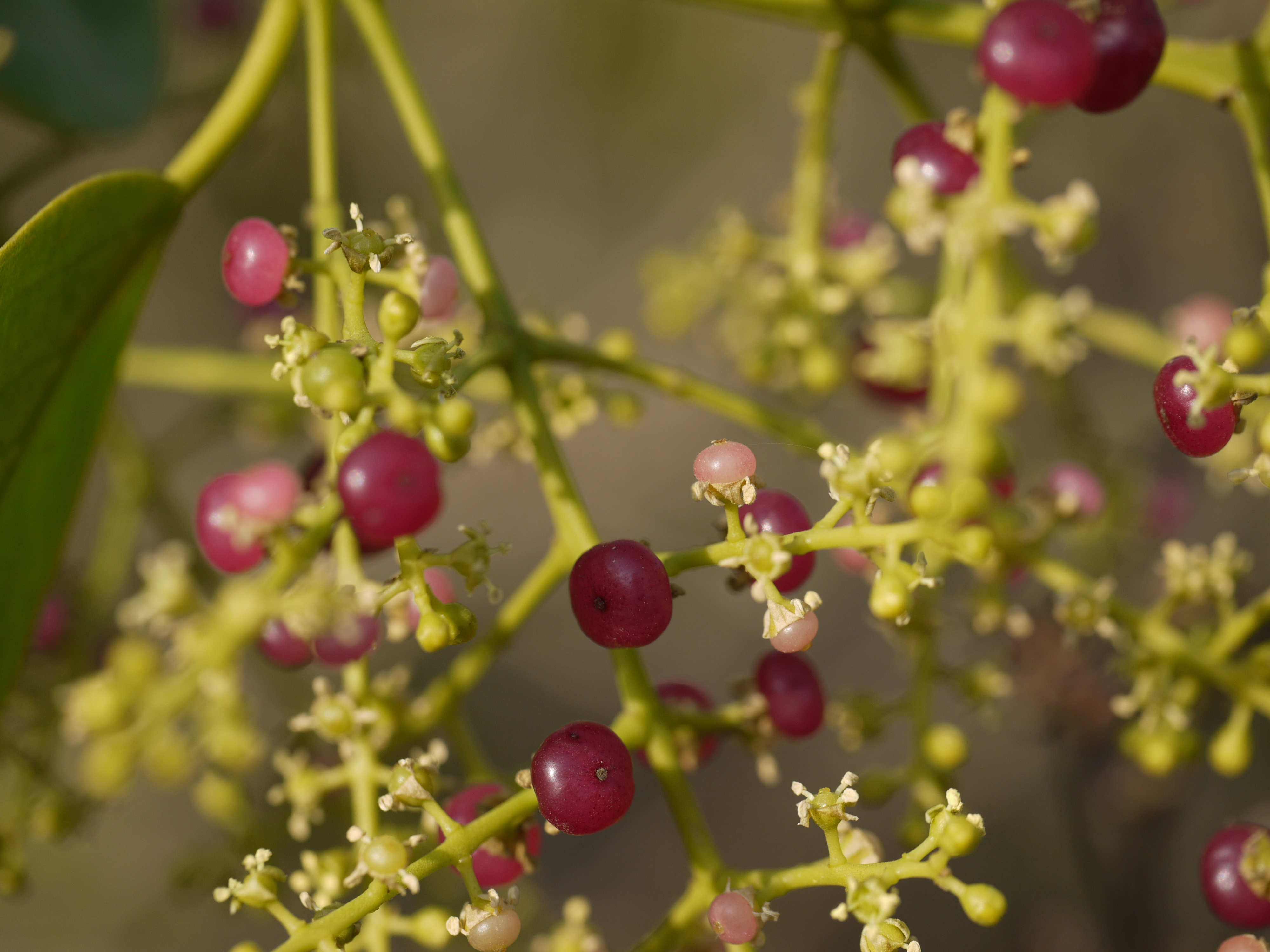
Die Beeren des Zahnbürstenbaums

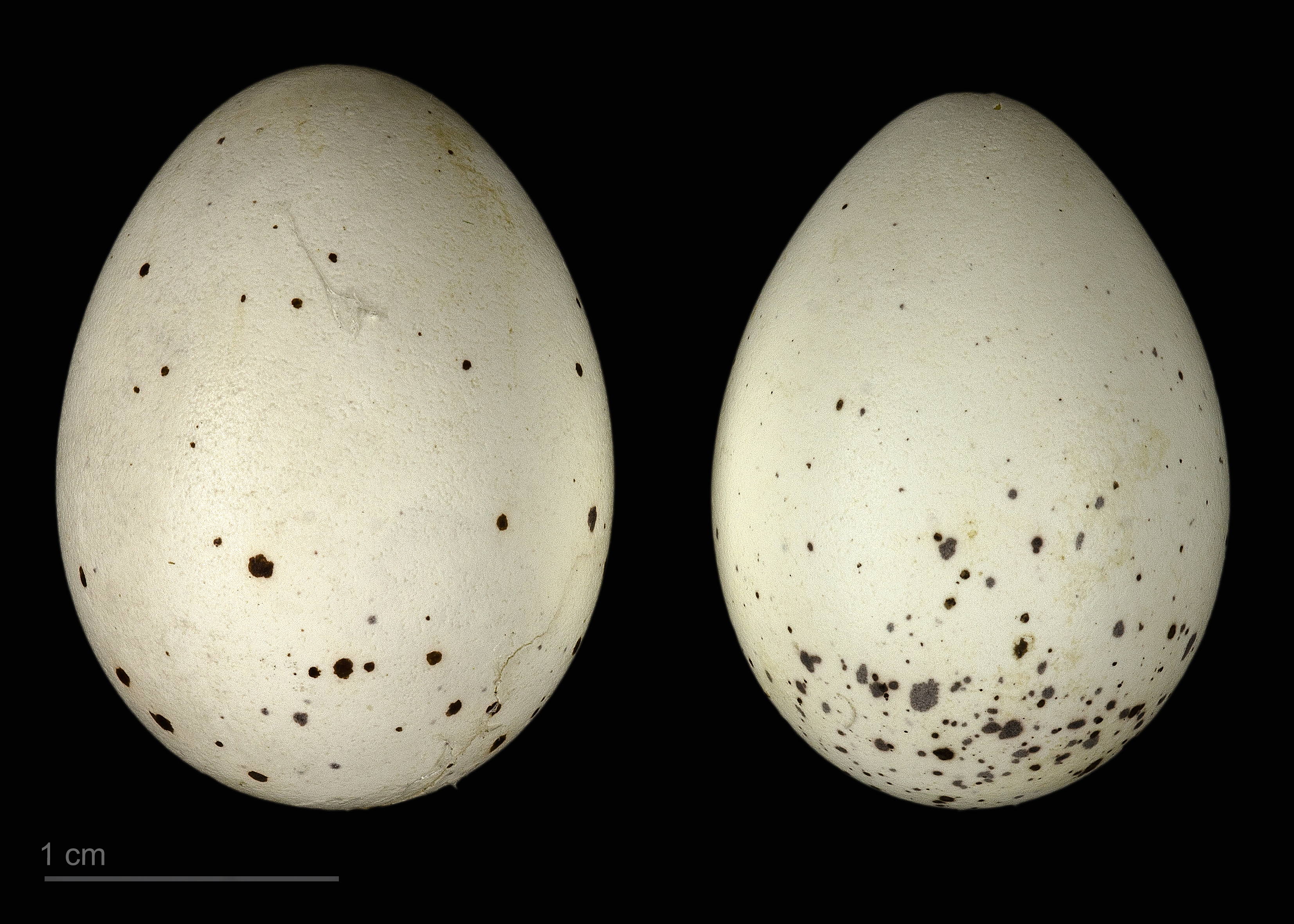
Eier des Seidenwürgers, Sammlung Museum von Toulouse

Seidenwürger kommen in Wüsten, aridem Buschland, Savannen, Obstgärten und Palmenhainen vor, meist in der Nähe von Wasserstellen. Sie ernähren sich von Früchten und bevorzugen dabei die Beeren des Zahnbürstenbaums. Außerdem fressen sie u. a. Datteln und Maulbeeren. Ob sie auch Insekten und andere Wirbellose zu sich nehmen, ist nicht bekannt. Die Vögel sind monogam und brüten in kleinen, lockeren Kolonien, die bis zu 40 Paare umfassen können. Jedes Paar beansprucht dabei ein kleines Revier rund um das Nest. Das große, napfförmige Nest, das meist versteckt in dornigen Büschen oder im Blattwerk von Palmen angelegt wird, erbauen beide Alttiere. Das Gelege besteht aus drei bis fünf Eiern. Beide Eltern beteiligen sich an Brutgeschäft und Aufzucht der Jungen. Die Brutdauer liegt bei etwa 14 Tagen und die Jungvögel verlassen das Nest nach 13 bis 14 Tagen. Der Seidenwürger ist Standvogel oder Kurzstreckenzieher. Zu seinen Bestandszahlen gibt es keine genauen Angaben, doch wird er nicht zu den gefährdeten Vogelarten gezählt.

## Belege
1. 1 2 3  David W. Winkler, Shawn M. Billerman, Irby J. Lovette: Bird Families of the World - An Invitation to the Spectacular Diversity of Birds. Lynx Edicions and the Cornell Lab of Ornithology, 2015, ISBN 978-84-941892-0-3. Seite 490.
2. ↑  Hypocolius ampelinus in der Roten Liste gefährdeter Arten der IUCN 2019. Eingestellt von: BirdLife International, 2018. Abgerufen am 11. März 2020.